# Брейдентон
Бре́йдентон, также встречается Бра́дентон (англ. Bradenton) — город в штате Флорида (США), административный центр и крупнейший город округа Манати. Официальное прозвище — «Дружелюбный город».

## География и климат
Брейдентон с трёх сторон окружён другими населёнными пунктами: Самосет на востоке, Саут-Брейдентон на юге и Уэст-Брейдентон на западе, с севера омывается водами устья реки Манати. Площадь города составляет 37,4 км², из которых 6 км² (ок. 16 %) занимают открытые водные пространства. Город обслуживает международный аэропорт Сарасота—Брейдентон, основная автомагистраль города — US 41.
За год в Брейдентоне в среднем выпадает 1397 мм осадков: самый дождливый месяц — август (244 мм, 16,9 дождливых дней в этом месяце), самый сухой — ноябрь (55 мм, 5,5 дождливых дней в этом месяце).

## История
Первое постоянное не-индейское поселение на месте будущего города появилось в 1842 году. Его основал 39-летний Джозайа Гейтс, прибывший сюда с женой и двумя детьми для освоения новых земель из Форт-Брука (ныне — Тампа). Вскоре посёлку дали название Брейдентаун (позднее упрощённое до нынешнего Брейдентон) в честь доктора Джозефа Брейдена, дом которого (построен в 1850 году), больше похожий на крепость, часто служил убежищем для жителей посёлка во время набегов индейцев. К началу 1880-х годов в городе работала методистская церковь, пять магазинов, три гостиницы, аптека, академия, мясной рынок и почтовое отделение. В 1897 году открылась высшая школа англ. Manatee High School. 19 мая 1903 года поселение было инкорпорировано. В 1943 года к Брейдентону был присоединён город Манати.

## Демография
По переписи 2000 года в Брейдентоне проживали 49 504 жителя (21 379 домохозяйств, 12 720 семей). Расовый состав: белые — 78,14 %, негры и афроамериканцы — 15,11 %, коренные американцы — 0,29 %, азиаты — 0,79 %, уроженцы тихоокеанских островов и Гавайев — 0,05 %, прочие расы — 3,91 %, смешанные расы — 1,71 %, латиноамериканцы (любой расы) — 11,26 %. Средняя семья насчитывала 2,86 человека. 21,6 % населения города были младше 18 лет, 7,7 % в возрасте от 18 до 24 лет, 25,3 % от 25 до 44 лет, 19,9 % от 45 до 64 лет и 25,4 % были старше 64 лет. Средний возраст жителя составлял 42 года. На каждые 100 женщин приходилось 90,3 мужчины, причём на 100 совершеннолетних женщин приходилось 85,9 мужчин сопоставимого возраста. Средний доход на домохозяйство составлял 34 902 доллара в год, на семью — 42 366 долларов, на душу населения — 20 133 доллара в год. Средний заработок мужчины был 28 262 доллара в год, женщины — 23 292 доллара. 9,7 % семей и 13,6 % населения Брейдентона жили за чертой бедности, в том числе 22,3 % несовершеннолетних и 8,2 % пенсионеров.
По переписи 2010 года в Брейдентоне проживали 49 546 жителей. Расовый состав: белые — 73,26 %, негры и афроамериканцы — 15,92 %, коренные американцы — 0,32 %, азиаты — 1,09 %, уроженцы тихоокеанских островов и Гавайев — 0,07 %, прочие расы — 6,88 %, смешанные расы — 2,45 %, латиноамериканцы (любой расы) — 17 %.
По оценкам 2012 года в Брейдентоне проживали 50 672 жителя (46,6 % мужчин и 53,4 % женщин). Средний возраст горожанина был 42,8 года. Средний доход домохозяйства составлял 37 577 долларов в год, на душу населения — 20 158 долларов. Происхождение предков: немцы — 15,6 %, англичане — 11 %, ирландцы — 10,7 %, итальянцы — 5,8 %, французы — 3,4 %. Опрос жителей города старше 14 лет показал, что 28,8 % из них не женаты и никогда не были, 43,7 % женаты, 2,2 % живут раздельно, 9,5 % вдовствуют и 15,8 % находятся в разводе.
По переписи 2020 года в Брейдентоне проживали 55 698 жителей.

## Экономика
В 1915 году в Брейдентоне открылась компания Bealls, занимающаяся розничной продажей одежды, обуви, ювелирных изделий, постельного белья, мебели, бытовой утвари и аксессуаров. К 2014 году фирма имеет более 500 магазинов по всей стране, но штаб-квартира по-прежнему находится в Брейдентоне.
В 1947 году в городе открылась компания Tropicana Products, специализирующаяся на производстве соков. В 1998 году она была выкуплена PepsiCo, а штаб-квартира в 2003 году была переведена в Чикаго, хотя производство соков Tropicana в Брейдентоне продолжилось.
В Брейдентоне расположена штаб-квартира компании Champs Sports, занимающейся розничной продажей спорттоваров.
В городе выходят собственные газеты The Bradenton Herald и The Bradenton Times (интернет-газета).

## Достопримечательности
- Деревня Искусств[англ.] — состоит из более чем 100 домов, художественных галерей, ресторанов, мастерских и студий. Подавляющее большинство зданий Деревни построены в 1910-х — 1920-х годах[16].
- Исторический район Брейден-Касл-Парк — содержит 194 здания и 3 строения, включён в Национальный реестр исторических мест США (НРИМ) в 1983 году.
- Исторический парк деревни Манати — музей под открытым небом, содержит несколько зданий и сооружений, построенных в 1900-х — 1910-х годах[17].
- Старое здание окружного суда — построено в 1860 году, включено в НРИМ в 1976 году.
- «Здание из железных блоков» — построено в 1896 году.
- Здание окружного суда — построено в 1913 году, включено в НРИМ в 1998 году.
- Библиотека Карнеги — открыта в 1918 году, включена в НРИМ в 1987 году.
- Маккечни-Филд[англ.] — бейсбольное поле, принимающее матчи с 1923 года. Домашняя бейсбольная команда — Брейдентон Марадёрз[англ.], существующая с 1957 года[18].
- Дом Ричардсона — построен в 1925 году, включён в НРИМ в 2003 году.
- Здание банка и трастовой компании — построено в 1926 году.
- Музей Южной Флориды[англ.] — открыт в 1946 году. Совмещает в себе как собственно музей, так и маленький планетарий и огромный аквариум-бассейн[19], в котором живёт Снути[англ.] — американский ламантин. Родившийся в 1948 году Снути является одним из первых ламантинов, родившихся в неволе, самым старым ламантином в неволе (и, скорее всего, в мире), а также единственным ламантином, приученным к человеческим рукам.
- Ботанический парк Палма-Сола[англ.] — открыт в 1990 году.
- Национальный мемориал Де Сото[англ.] — расположен в 8 км от города, открыт в 1948 году в честь конкистадора Эрнандо де Сото — первого европейца, побывавшего в этих местах.

- В Деревне Искусств[англ.]
- В Историческом районе Брейден-Касл-Парк
- Старое здание окружного суда
- Бейсбольный стадион Маккечни-Филд[англ.]
- Здание банка и трастовой компании